# Чемпионат мира по тяжёлой атлетике 1904
Чемпионат мира по тяжёлой атлетике 1904 года — 5-й чемпионат мира, который прошёл 18 апреля 1904 года в Вене (Австро-Венгрия) в «В клубе кучеров». В первенстве приняли участие 13 атлетов из 4 стран.
Атлеты выступали без взвешивания. В программу чемпионата входили четырёхборье (рывок правой и левой руками, жим и толчок двумя руками), а также жим двумя руками 100 килограммов (на количество раз), рывок правой рукой 50 килограммов (на количество раз).
Чемпионом мира стал австрийский атлет Йозеф Штайнбах.

## Результаты чемпионата
| Место | Спортсмен         | Страна         | Сумма (кг) | Рывок правой рукой (кг) | Рывок левой рукой (кг) | Жим двумя руками (кг) | Толчок двумя руками (кг) | Жим 100 кг двумя руками (количество раз) | Рывок 50 кг правой рукой (количество раз) |
| ----- | ----------------- | -------------- | ---------- | ----------------------- | ---------------------- | --------------------- | ------------------------ | ---------------------------------------- | ----------------------------------------- |
| 1     | Йозеф Штайнбах    | Австро-Венгрия | 395,0      | 75,0                    | 60,0                   | 120,0                 | 140,0                    | 8                                        | 8                                         |
| 2     | Иосиф Графль      | Австро-Венгрия | 371,5      | 75,0                    | 60,0                   | 110,0                 | 126,5                    | 3                                        | 7                                         |
| 3     | Иоганн Штойдингер | Австро-Венгрия | 355,2      | 65,2                    | 60,0                   | 110,0                 | 120,0                    | 4                                        | 7                                         |

## Источник
- Тяжёлая атлетика. Справочник (редакторы А. Алексеев, С. Бердышев). — М., «Советский спорт», 2006. ISBN 5-9718-0131-7

## Ссылка
- Статистика Международной федерации тяжёлой атлетики